# سنگ‌روج
سنگ روج، روستایی است از توابع بخش یانه‌سر شهرستان بهشهر در استان مازندران ایران.

## جمعیت
این روستا در دهستان شهدا قرار دارد و براساس سرشماری مرکز آمار ایران سرشماری عمومی نفوس و مسکن ۱۳۹۵، جمعیت آن ۱۵۵ بوده‌است. مردم سنگ روج از قومیت طبری هستند. مردم سنگ روج به زبان طبری (مازندرانی) سخن می‌گویند. واژه «روج» در زبان طبری به معنای روز و روشن می‌باشد. شغل اکثر مردم بومی دامداری و کشاورزی می‌باشد. اخیراً گرایش اغلب مردم به باغداری شامل گردو و گیلاس و سیب زیاد شده‌است. این روستا با داشتن مردمان زحمتکش و زمین و اب و هوای مناسب پتانسیل رشد و ترقی را دارد اما به دلیل ضعف مدیریت شورا و مس
ئولین روستا جزء منطقه محروم و فقیر محسوب می‌باشد